# Relations entre l'Azerbaïdjan et le Kazakhstan

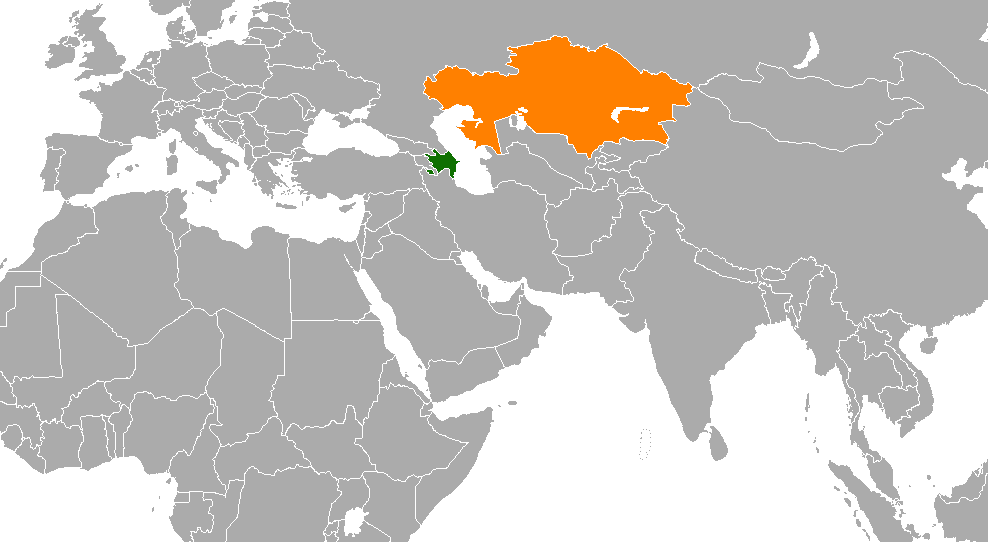

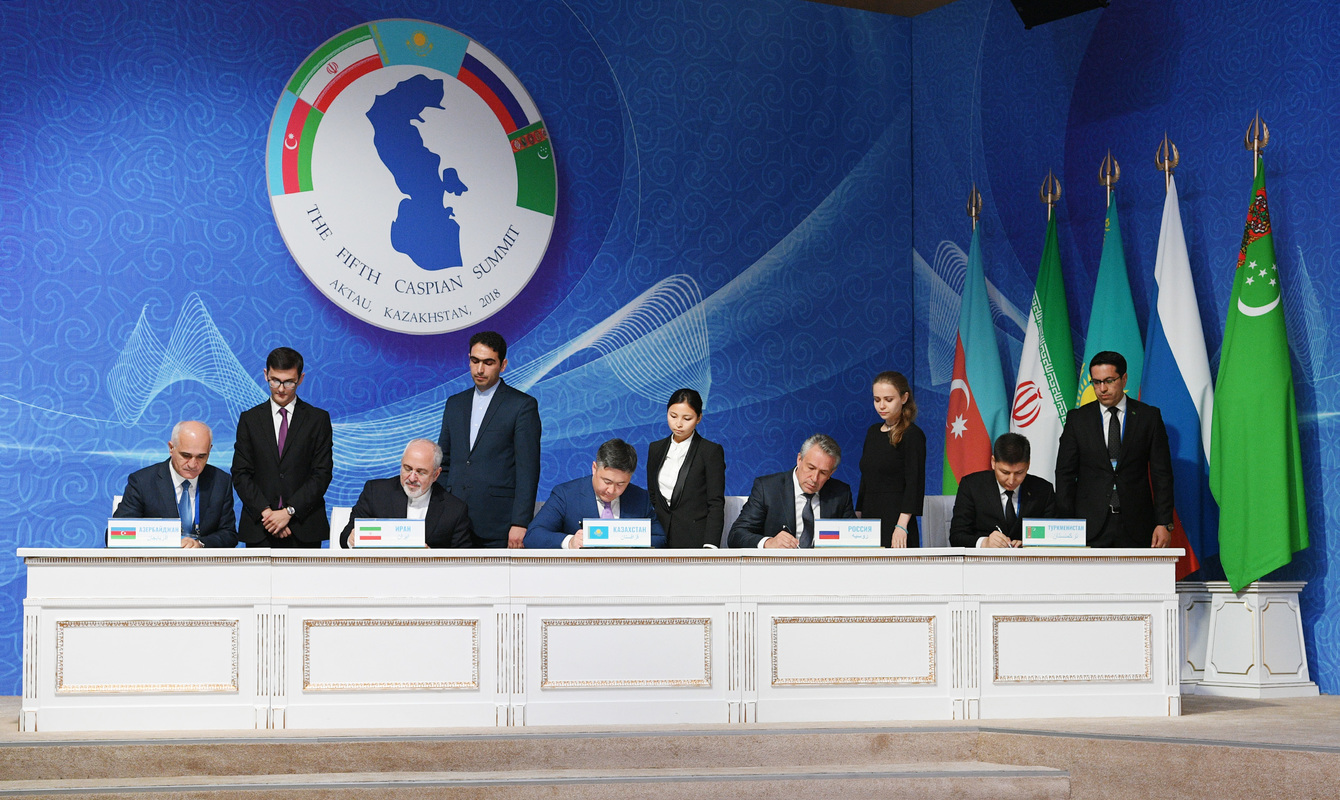
En 2018, signature de l'accord sur le statut de la mer Caspienne par les différents états riverains, dont l'Azerbaïdjan et le Kazakhstan.

Les relations entre l'Azerbaïdjan et le Kazakhstan sont les relations bilatérales entre ces deux États. L'Azerbaïdjan dispose d'une ambassade à Astana et d'un consulat à Aktaou, tandis que le Kazakhstan a une ambassade à Bakou.
De nombreux Azerbaïdjanais et Kazakhs, ainsi que les dirigeants de ces deux États, parlent généralement de la fraternité azéri-kazakh et se considèrent mutuellement comme des pays alliés et apparentés.

## Histoire
Les deux pays faisaient partie de l'empire achéménide, de l'empire sassanide, du califat abbasside, du grand empire Seljukide, de l'empire russe et de l'Union soviétique. Après la dissolution de l'Union soviétique, les deux pays ont déclaré leur indépendance. Les relations diplomatiques ont été établies le 27 août 1992. Les deux pays sont membres à part entière de la Communauté d'États indépendants (CEI), de l'Organisation de coopération économique (OCE), du Conseil turcique, de l'Administration conjointe des arts et de la culture turcs, de l'Organisation de coopération islamique et du Organisation pour la sécurité et la coopération en Europe (OSCE).
En août 2022, en l'honneur du 30e anniversaire des relations diplomatiques, une réunion élargie a eu lieu avec la participation du président de l'Azerbaïdjan Ilham Aliyev et du président du Kazakhstan Kassym-Jomart Tokaïev, et des documents intergouvernementaux ont été signés.

## Relations culturelles
Les Azerbaïdjanais et les Kazakhs sont à la fois turcophones et partagent des liens historiques, religieux et culturels étroits. Les deux sont des états littoraux de la mer Caspienne et possèdent une frontière maritime commune. Au cours de la Grande Purge en Union soviétique, plus de 150 000 Azerbaïdjanais ont immigré au Kazakhstan  et la population azérie actuelle atteint 85 000. Le Kazakhstan et l'Azerbaïdjan se considèrent comme les principaux alliés et partenaires de l'Asie centrale et de la Transcaucasie. Les deux pays sont membres du Conseil turc et de l'administration conjointe des arts et de la culture turcs. Le célèbre chanteur-compositeur-interprète azerbaïdjanais et diplomate / homme politique Polad Bülbüloğlu a reçu le Prix national de la paix et du progrès pour sa contribution spéciale à la paix, à l'amitié et au règlement des problèmes culturels dans le monde turcophone. Ilham Aliyev a été récompensé comme professeur honoraire de l'Université nationale eurasienne L.N.Gumilev, tandis que son père, Heydar Aliyev, a été nommé médecin honoraire de l'Université nationale du Kazakhstan (nommée d'après Al-Farabi). Nursultan Nazarbayev était présentateur à la célébration du "mille trois centième anniversaire de l'épopée légende azerbaïdjanaise, le livre de Dede Korkut".

## Coopération commerciale et économique
Selon l’Agence statistique du Kazakhstan, les exportations vers l’Azerbaïdjan se sont chiffrées à 129 millions de dollars EU en 2005 et les importations en provenance d’Azerbaïdjan se sont élevées à 3 millions de dollars EU. Les corridors de transport sont essentiels aux relations entre l’Azerbaïdjan et le Kazakhstan. 
En 2014, le comité de coordination de TMTM a été créé. JSC "NC" Kazakhstan Temir Zholy ", Chemins de fer turcs, CJSC Chemins de fer azerbaïdjanais, JSC Chemins de fer géorgiens font partie de ce comité. Aujourd'hui, le comité comprend le Kazakhstan, la Chine, l'Azerbaïdjan, la Géorgie, la Turquie, l'Ukraine, la Pologne et la Roumanie.

### Chiffre d'affaires
Les échanges commerciaux entre l'Azerbaïdjan et le Kazakhstan à la fin de 2016 s'élevaient à 136,6 millions de dollars américains.
Il a été augmenté de 7,9% par rapport à 2015. Importation du Kazakhstan en Azerbaïdjan: 105,9 millions de dollars Importation d'Azerbaïdjan au Kazakhstan: 33,8 millions de dollars.
Les principales ressources commerciales sont le pétrole, les matériaux chimiques, les pièces de mécanisme, les matériaux de construction.

### Coopération régionale
En 2016, le nombre de traités a été signé. Plus de 10 forums en 3 ans se sont tenus au Kazakhstan et en Azerbaïdjan où des représentants des deux pays ont participé.
En octobre 2015, le forum des entreprises entre l'Azerbaïdjan et le Kazakhstan s'est tenu.  L'événement était organisé par «Kaznex Invest» en collaboration avec la Chambre de commerce d'Azerbaïdjan.